# Skeppar Jansson
Skeppar Jansson är en svensk svartvit film från 1944 i regi av Sigurd Wallén. I rollerna ses bland andra Wallén, Douglas Håge och Artur Rolén.

## Om filmen
Inspelningen ägde rum mellan den 30 augusti och november 1944 i Europafilms studio i Sundbyberg samt i Stockholms skärgård. Förlaga var pjäsen med samma namn av Wallén och denna omarbetades till filmmanus av Wallén och Sven Gustafson. Erik Baumann och Nathan Görling komponerade originalmusik till filmen och fotograf under inspelningen var Harald Berglund. Filmen klipptes ihop av Lennart Wallén och premiärvisades den 26 december 1944 på biografer i Malmö, Gävle, Linköping och Eskilstuna. Den var 88 minuter lång och barntillåten.

## Handling
Skeppar Jansson ska komma hem efter att ha seglat runt jorden. Hans giriga släktingar, familjerna Sjöblom och Westerlund, vill båda att Jansson ska bo hos dem då det skulle öka deras chanser att få en större andel vid en framtida bodelning.

## Rollista
- Sigurd Wallén – Jansson
- Douglas Håge – Nicklas Lönnman
- Artur Rolén – August Sjöblom
- Dagmar Ebbesen – fru Sjöblom
- Olof Bergström – Rune Sjöblom, Sjöbloms son
- Arthur Fischer – Ernfrid Westerlund
- Gull Natorp – fru Westerlund
- Margareta Fahlén – Maj Westerlund, Westerlunds dotter
- Gunnel Broström – Lilly
- Åke Uppström – Bengt
- Alice Skoglund – Aina
- Börje Mellvig – präst
- Tord Stål	– föreståndare
- Ingemar Holde – ej identifierad roll
- Olle Florin – ej identifierad roll
- Helge Karlsson – ej identifierad roll
- Hugo Tranberg – ej identifierad roll
- Tryggve Jerneman – ej identifierad roll
- Göran Öhrström – ej identifierad roll
- Bo Hederström – ej identifierad roll
- Albin Erlandzon – ej identifierad roll
- John Elfström – ej identifierad roll
- Edvard Danielsson	– ej identifierad roll
- Gottfrid Holde – ej identifierad roll
- Maritta Marke – ej identifierad roll
- Mona Geijer-Falkner – ej identifierad roll
- Gertrud Ahlin	– ej identifierad roll
- Edith Svensson – ej identifierad roll
- Gideon Wahlberg – ej identifierad roll
- Torgny Anderberg – ej identifierad roll
- Astrid Bodin – ej identifierad roll
- Erik Forslund – ej identifierad roll
- Carl Ericson – ej identifierad roll
- Siegfried Fischer	– ej identifierad roll
- Inga Carlsson	– ej identifierad roll

### Fotnoter
1. 1 2 3  ”Skeppar Jansson”. Svensk Filmdatabas. http://sfi.se/sv/svensk-filmdatabas/Item/?itemid=4098&type=MOVIE&iv=Basic&ref=/templates/SwedishFilmSearchResult.aspx?id%3d1225%26epslanguage%3dsv%26searchword%3dskeppar+jansson%26type%3dMovieTitle%26match%3dBegin%26page%3d1%26prom%3dFalse. Läst 17 april 2013.